# Kelurahan Sesetan
Kelurahan Sesetan är en administrativ by i Indonesien.   Den ligger i provinsen Provinsi Bali, i den sydvästra delen av landet, 1 000 km öster om huvudstaden Jakarta. Kelurahan Sesetan ligger på ön Bali.